# 1998年ウィンブルドン選手権
1998年 ウィンブルドン選手権（19098ねんウィンブルドンせんしゅけん、The Championships, Wimbledon 1998）は、イギリス・ロンドン郊外にある「オールイングランド・ローンテニス・アンド・クローケー・クラブ」にて、1998年6月22日から7月5日にかけて開催された。

## シニア

### 男子シングルス
ピート・サンプラス def.  ゴラン・イワニセビッチ, 6-7, 7-6, 6-4, 3-6, 6-2
- サンプラスは、2年連続5度目の優勝で4大大会通算「11勝」に到達。（全豪オープン2勝+ウィンブルドン5勝+全米オープン4勝＝11勝）これでサンプラスは、当時の男子歴代2位タイ記録だったロッド・レーバー（オーストラリア）とビョルン・ボルグ（スウェーデン）に並んだ。

### 女子シングルス
ヤナ・ノボトナ def.  ナタリー・トージア, 6-4, 7-6
- ノボトナが、3度目の決勝進出でウィンブルドン初優勝を達成した。

### 男子ダブルス
ヤッコ・エルティン /  ポール・ハーフース def.  マーク・ウッドフォード /  トッド・ウッドブリッジ, 2-6, 6-4, 7-6, 5-7, 10-8
- 2年連続でウッドフォード&ウッドブリッジ組（ともにオーストラリア）とエルティン&ハーフース組（ともにオランダ）の顔合わせになった。4時間5分の試合時間の末に、エルティン&ハーフースのオランダペアが初優勝を飾り、同一ペアとして史上4組目の男子ダブルス「キャリア・グランドスラム」を完成させた。「ウッディーズ」ことウッドフォード&ウッドブリッジ組は、ウィンブルドン男子ダブルス6連覇を逃した。

### 女子ダブルス
マルチナ・ヒンギス /  ヤナ・ノボトナ def.  リンゼイ・ダベンポート /  ナターシャ・ズベレワ, 6-3, 3-6, 8-6

### 混合ダブルス
マックス・ミルヌイ /  セリーナ・ウィリアムズ def.  マヘシュ・ブパシ /  ミリヤナ・ルチッチ, 6-4, 6-4

## ジュニア

### 男子シングルス
ロジャー・フェデラー def.  イラクリ・ラバーゼ, 6–4, 6–4

### 女子シングルス
カタリナ・スレボトニク def.  キム・クライシュテルス, 7–6(3), 6–3

### 男子ダブルス
ロジャー・フェデラー /  オリビエ・ロクス def.  ミカエル・ロドラ /  アンディ・ラム, 3–6, 6–4, 7–5

### 女子ダブルス
エバ・ディルバーグ /  エレナ・コスタニッチ def.  Petra Rampre /  イロダ・ツルヤガノワ, 6–2, 7–6 (5)